# Кридит

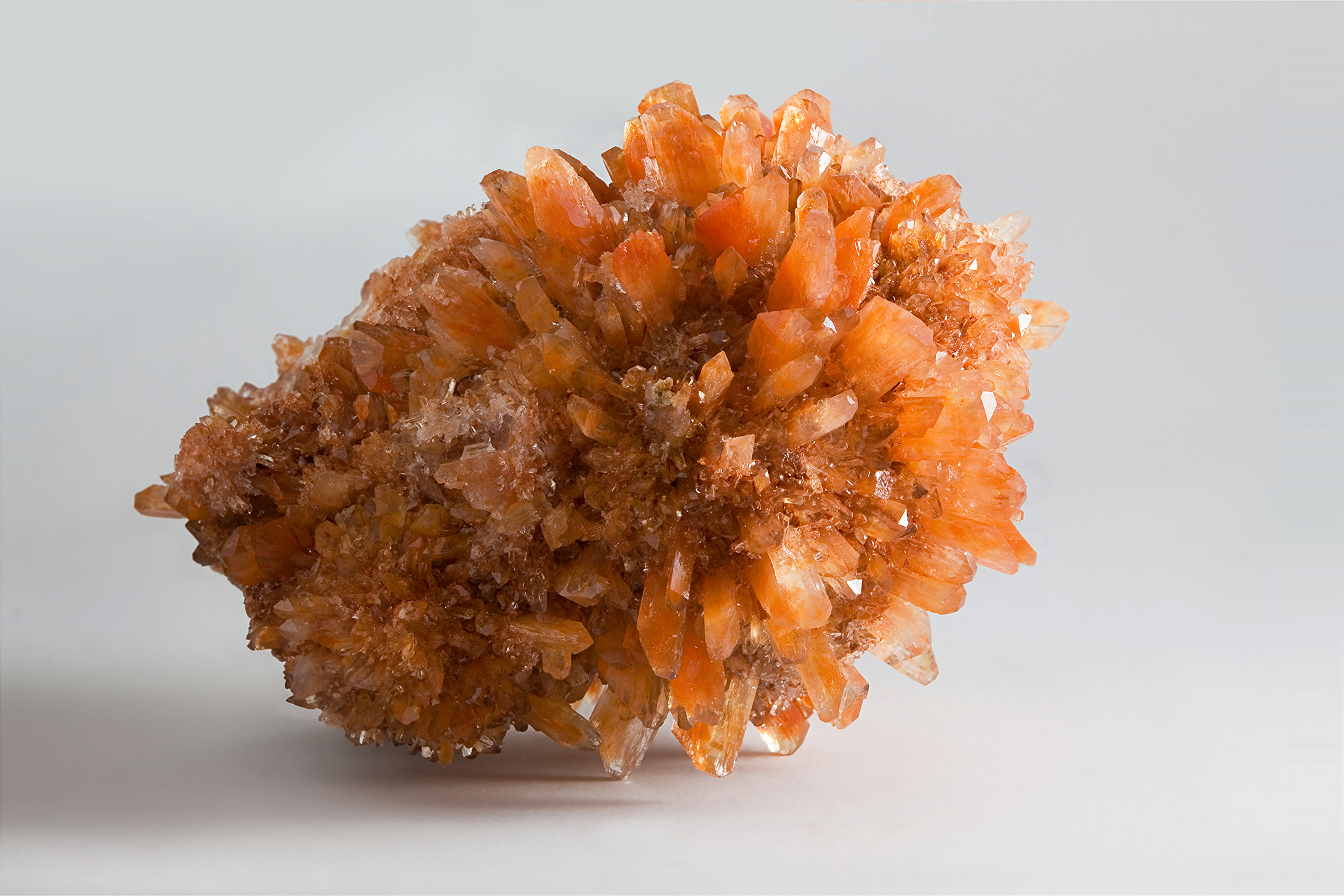
Кридит з шахти Навідад, муніципалітет Родео, штат Дуранго, Мексика. Розміри приблизно 10 x 10 x 7 см.

Кридит (рос. кридит; англ. creedite; нім. Creedit m) — мінерал, водний флуоросульфат кальцію і алюмінію координаційної будови. Вперше знайдений поблизу містечка Крид у штаті Колорадо (США).

## Загальний опис
Хімічна формула:
1. За К.Фреєм: 4[Ca3Al2(SO4)(F, OH)10•2H2O].
2. За Є.Лазаренко: Ca3Al2[ (F, OH)10|(SO4)]•2H2O].
Містить (%): Ca — 24,5; Al — 11,02; F — 25,85; SO4 — 19,63; О — 5,44; H2O — 13,49.
Сингонія моноклінна.
Густина 2,71.
Твердість 4.
Призматичні кристали та радіально-променисті агрегати, друзи або включення зерен. Розмір кристалів — до 2 см.
Спайність довершена.
Блиск скляний.
Безбарвний до білого.
Прозорий.
Знайдений в оловоносних жилах Колкірі (Болівія), у США в жилах з баритом, флюоритом і кварцом.
Дуже рідкісний.